# Giuseppe Wulz
Giuseppe Wulz (Cave del Predil, 18 marzo 1843 – Trieste, 14 marzo 1918) è stato un fotografo italiano.

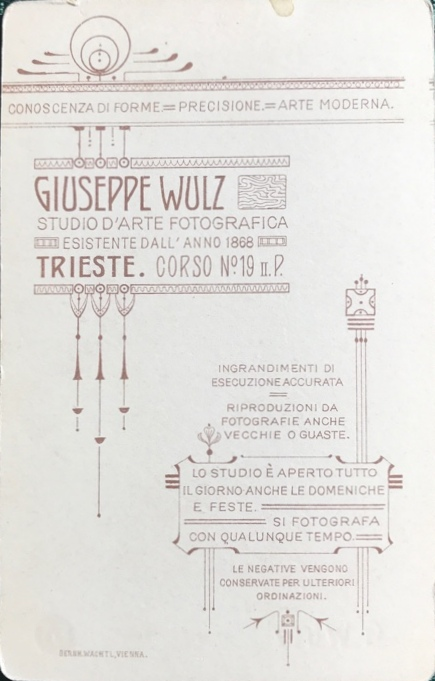

Nel 1860 aprì a Trieste un atelier fotografico che poi sarà ereditato dal figlio Carlo e in seguito dalle figlie di quest'ultimo, Marion e Wanda. Iniziò in società con un altro fotografo, Luigi Boccalini, ma ben presto per divergenze personali Wulz intraprese l'attività in modo totalmente autonomo.
La sua produzione fotografica non si limitò ai ritratti, secondo i canoni dei fotografi dell'epoca, ma si estese anche alla rappresentazione di paesaggi e di momenti di vita dal vero, sperimentando inoltre nuove tecniche e nuovi prodotti alla ricerca di una qualità di stampa migliore, aspetto tecnico al quale era molto attento. Sperimentò infatti tecniche di stampa basate inizialmente sul collodio, per passare poi all'albumina ed infine, a partire dal 1880, alla gelatina.
Divenne amico del pittore Giuseppe Barison ma frequentò anche altri personaggi della scena culturale triestina, tra i quali Giuseppe Garzolini, Alfredo Tominz, Piero Fragiacomo ed Umberto Veruda, quest'ultimo amico di Italo Svevo, trasformando il suo atelier in un punto di incontro.
Nella sua attività di ritrattista e di fotografo del quotidiano, ha documentato tra le altre cose gli artisti operanti a Trieste in quel periodo, tra i quali Arturo Toscanini, Hans Richter, Richard Strauss e Johannes Brahms.
Dopo la sua morte lo studio fotografico da lui fondato venne diretto dal figlio Carlo e, successivamente, dalla nipote Wanda.